# Paso Ancho (Chile)
Paso Ancho es una localidad ubicada en la comuna de San Fabián, de la Región de Ñuble, Chile.
Según el censo del año 2002 la localidad tenía una población de 547 habitantes, la que el 2008 podría llegar a los 632 habitantes. Es conocida por la Semana de Paso Ancho en donde se realizan juegos, fiestas y concursos, la semana se celebra a fines de febrero.